# Шэй Джордан
Шей Джоран (англ. Shay Jordan; род. 17 ноября 1985 года) — американская порноактриса
.

## Биография
Шей родилась на Филиппинах, а позже переехала в Гавайи (США), где жила со своими кузинами. Отец её двоюродных сёстр служил на флоте и часто переезжал, поэтому вскоре они переехали в Сан-Диего, Калифорния. Джордан посещала школу кулинарных искусств в Сан-Диего, где изучала французскую и азиатскую кухню.
Карьеру в порноиндустрии Джордан начала снимаясь обнажённой, а позже в лесбо и сольных сценах. Уже несколько месяцев работы она начала сниматься с мужчинами. В августе 2006 года она подписала контракт со студией Digital Playground, где первым её фильмом стала лента Control 4.
В будущем Джордан планирует открыть свой ресторан .

## Премии и номинации
| Год  | Премия           | Результат | Категория | Фильм                          |
| ---- | ---------------- | --------- | --- | ------------------------------ |
| 2007 | NightMoves Award | Победа    | Лучшая новая старлетка (выбор фанатов) | н/д                            |
| 2008 | AVN Award        | Номинация | Лучшая сцена парного секса, видео (со Скоттом Нэйлсом)                                                                                                | Babysitters                    |
| 2008 | AVN Award        | Номинация | Лучшая новая старлетка | н/д                            |
| 2008 | AVN Award        | Номинация | Лучшая сцена мастурбации | Shay Jordan: All-American Girl |
| 2008 | XBIZ Award       | Номинация | Новая старлетка года | н/д                            |
| 2008 | XRCO Award       | Номинация | Новая старлетка | н/д                            |
| 2008 | XRCO Award       | Номинация | Best On-Screen Chemistry (со Скоттом Нэйлсом) | н/д                            |
| 2009 | AVN Award        | Победа    | Лучшая сцена группового лесбийского секса (с Джесси Джейн, Стоей, Адрианной Линн, Брианной Лав, Лекси Тайлер, Мемфис Монро, Софией Санти и Прией Рай) | Cheerleaders                   |
| 2009 | AVN Award        | Номинация | Лучшая сцена группового секса (с Алексис Тексас, Кэмрин Кисс, Томми Ганном, Джеймсом Дином и Джонни Синсом)                                           | Cheerleaders                   |
| 2009 | AVN Award        | Номинация | Лучшая сцена парного секса (со Стивеном Сент Кроиксом)                                                                                                | Pirates 2: Stagnetti’s Revenge |
| 2010 | AVN Award        | Номинация | Лучшая сцена группового секса (с Katsuni, Джесси Джейн, Стоей, Райли Стил и Эриком Эверхардом)                                                        | Nurses                         |